# De zes sterren
De zes sterren is het 61ste stripverhaal van De Kiekeboes. De reeks wordt getekend door striptekenaar Merho. Het album verscheen in mei 1994.

## Verhaal
Fanny en haar nieuwe vriend, Ken, zijn naar Gouda getrokken, om er de gangen van een oude burcht te onderzoeken. Ken is namelijk de assistent van professor W. Ten Schap. Tijdens hun onderzoek verdwijnt de professor plots, maar een bericht meldt dat hij naar het buitenland is geroepen. Fanny en Ken trekken dan maar alleen verder. Diep in het gangenstelsel doen ze een eigenaardige ontdekking: Marcel, Charlotte en Konstantinopel worden onder schot door een gang geleid. Ken en Fanny ontdekken tevens dat er zich in de onderaardse gangen een illegale drukkerij voor valse dollarbiljetten bevindt: valsmunterij dus. Uiteindelijk slagen ze erin om de valsmunterij aan het licht te brengen.